# Мобильный карантинный фургон

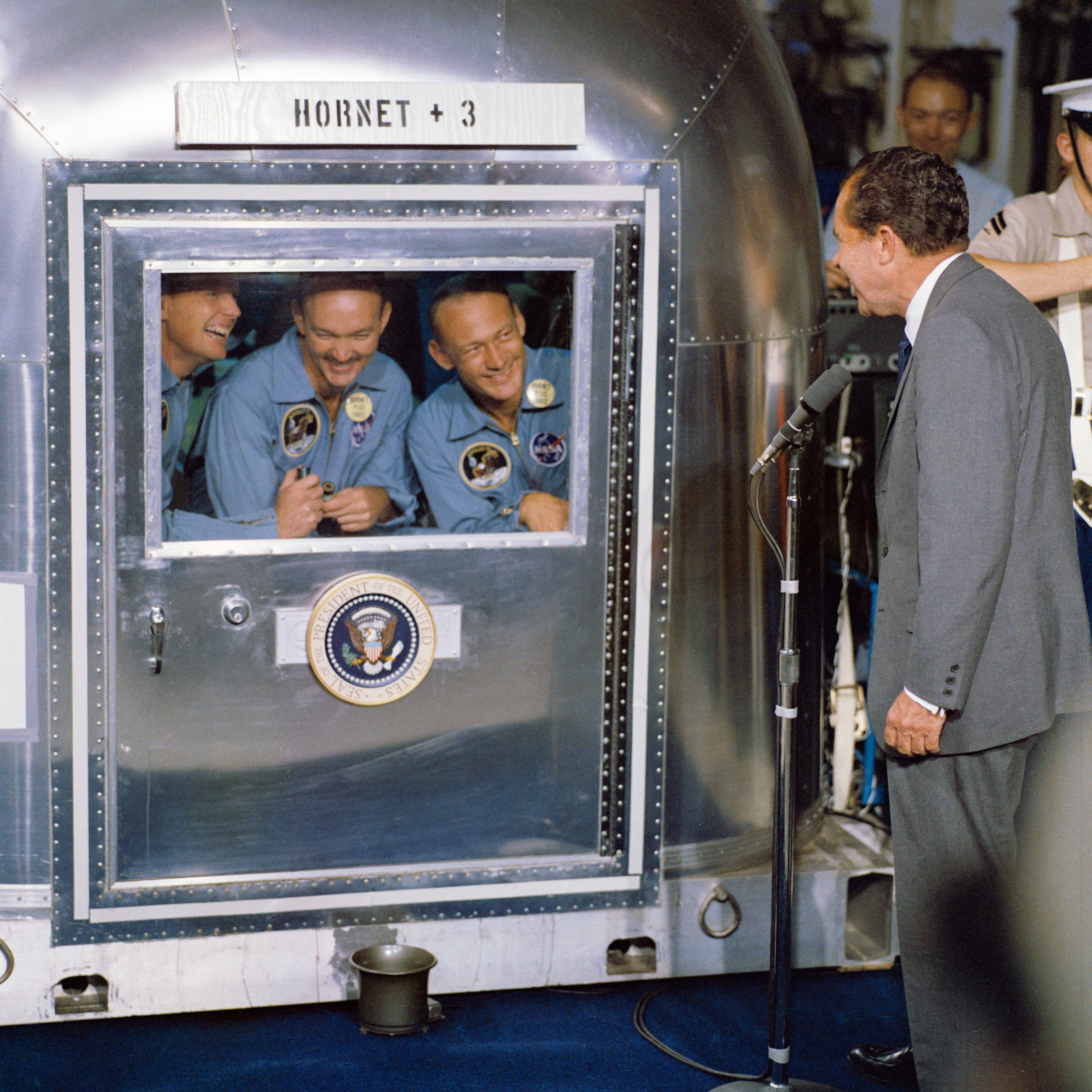
Президент Никсон посещает экипаж Аполлона 11, сразу после их возвращения на Землю.

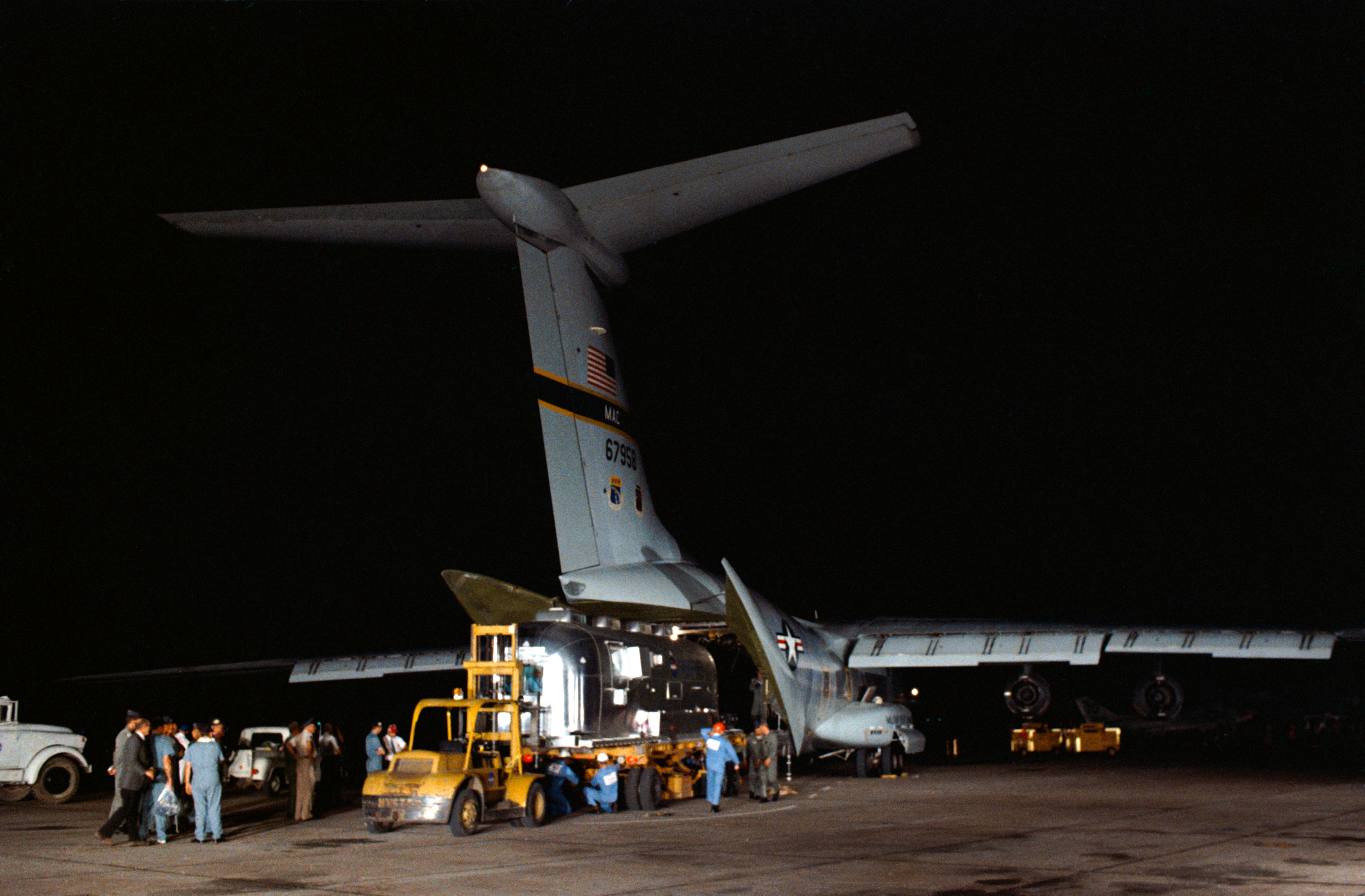
MQF с экипажем Аполлона 11 выгружается из самолёта C-141.

Мобильный карантинный фургон (от англ. Mobile Quarantine Facility (MQF)) — переоборудованный герметичный трейлер Airstream. Использовался НАСА для карантина астронавтов, возвращающихся с миссий Аполлон. 
Целью его создания было предотвращение распространения каких-либо инфекций с Луны, хотя их существование считалось маловероятным. Он мог поддерживать давление внутри, а также фильтровать воздух. Внутри астронавты могли жить, спать, внутри находилось оборудование для связи астронавтов с их семьями. Его использовали, когда президент Никсон лично поздравлял членов экипажа миссии Аполлон 11 на борту авианосца «Хорнет», после приводнения.
MQF был списан после миссии Аполлон 14, когда было доказано, что Луна лишена жизни и инфекций.